# Ordre de bataille confédéré de la bataille de Wauhatchie
Les unités et commandants suivants ont combattu lors de la bataille de Wauhatchie lors de la guerre de Sécession du côté des confédérés. L'ordre de bataille de l'Union à la bataille de Wauhatchie est donné séparément. L'ordre de bataille est dressé à partir de l'organisation de l'armée pendant la bataille, et les rapports.

## Abréviations utilisées

### Grade militaire
- Général
- Lieutenant général
- Major général
- Brigadier général
- Colonel
- Lieutenant-colonel
- Commandant
- Capitaine
- Premier lieutenant

### Autre
- (b) = blessé
- mb = mortellement blessé
- † = tué

## Armée du Tennessee

### Corps de Longstreet
Lieutenant général James Longstreet
| Division                                         | Brigade                                                                    | Régiments et autres |
| ------------------------------------------------ | -------------------------------------------------------------------------- | --- |
| Division de Hood Brigadier général Micah Jenkins | Brigade de Jenkins Colonel John Bratton (en)                               | - 1st South Carolina : Colonel Franklin W. Kilpatrick (†) - 2nd South Carolina Rifles : Colonel Thomas Thomson - 5th South Carolina : Colonel Asbury Coward - 6th South Carolina : Commandant John M. White - Hampton's (South Carolina) Legion : Colonel Martin W. Gary (en) - Palmetto (South Carolina) Sharpshooters: Colonel Joseph Walker |
| Division de Hood Brigadier général Micah Jenkins | Brigade de Robertson Brigadier général Jerome B. Robertson                 | - 3rd Arkansas - 1st Texas - 4th Texas - 5th Texas |
| Division de Hood Brigadier général Micah Jenkins | Brigade de Law Brigadier général Evander M. Law Colonel James L. Sheffield | - 4th Alabama: Lieutenant-colonel Laurence H. Scruggs - 15th Alabama: Colonel William C. Oates (b) - 44th Alabama: Colonel William F. Perry - 47th Alabama - 48th Alabama: Colonel James L. Sheffield, Capitaine Thomas J. Eubanks (mb) |
| Division de Hood Brigadier général Micah Jenkins | Brigade de Benning Brigadier général Henry L. Benning                      | - 2nd Georgia - 15th Georgia - 17th Georgia - 20th Georgia |